# 太康街
太康街是位於香港東區的一條道路。

## 簡介

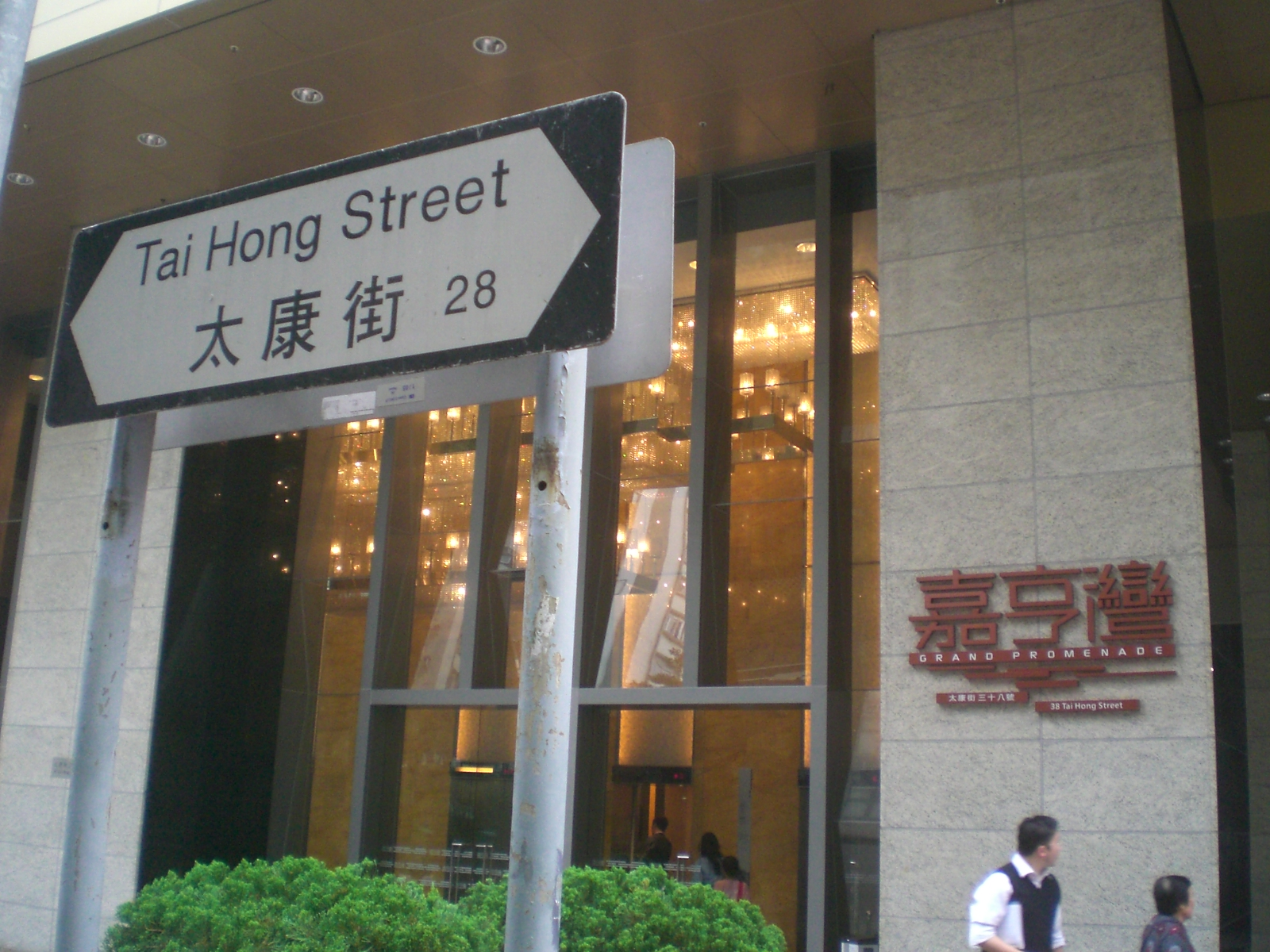
太康街

該道路位於東區西灣河西部，南起筲箕灣道與太樂街交界。線路單向北行，全場約740米。
1980年代，因應西灣河填海工程，太康街向東延伸。而新增路段也於1987年8月25日刊憲命名。

## 臨近建築

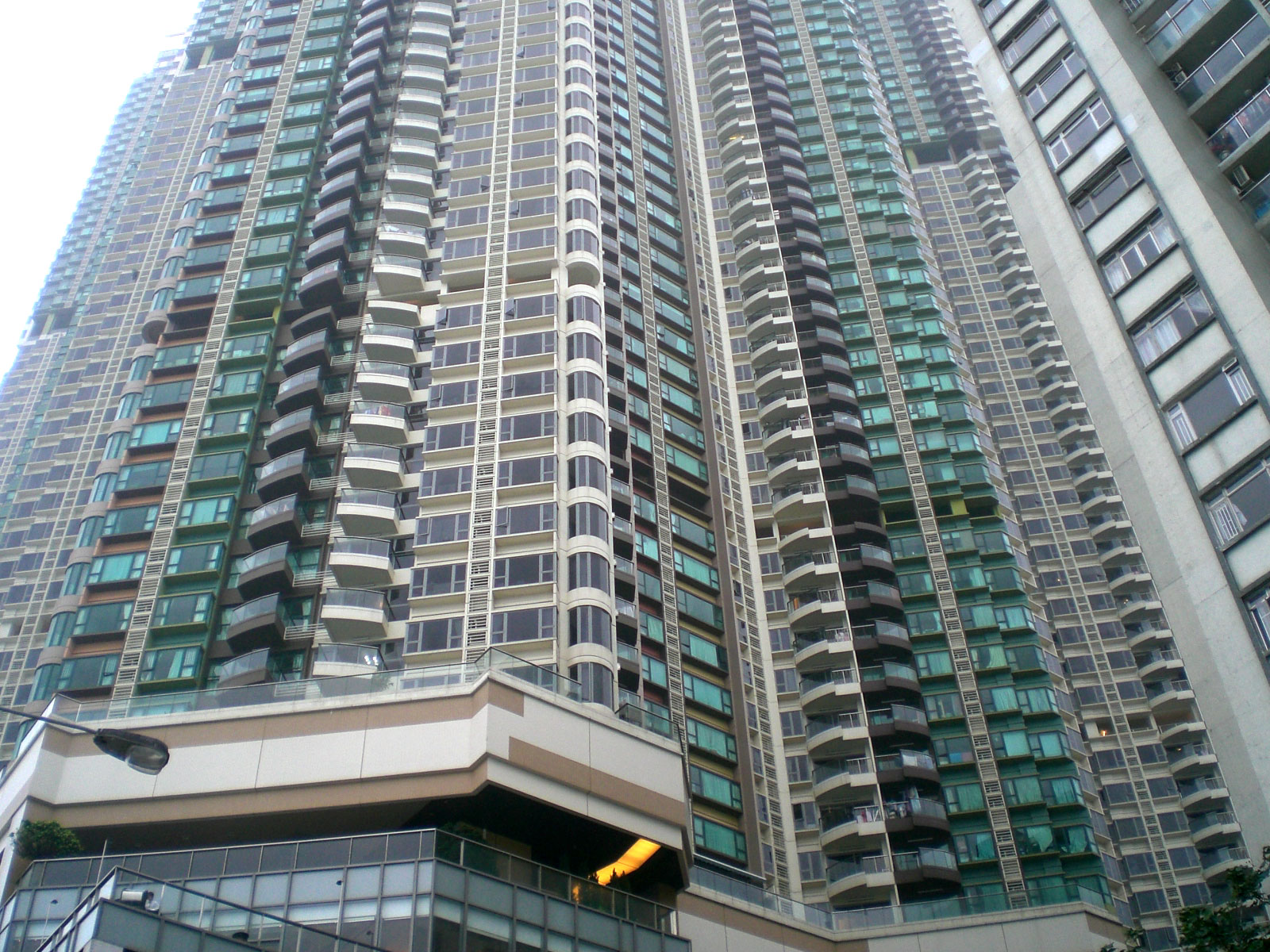
嘉亨灣
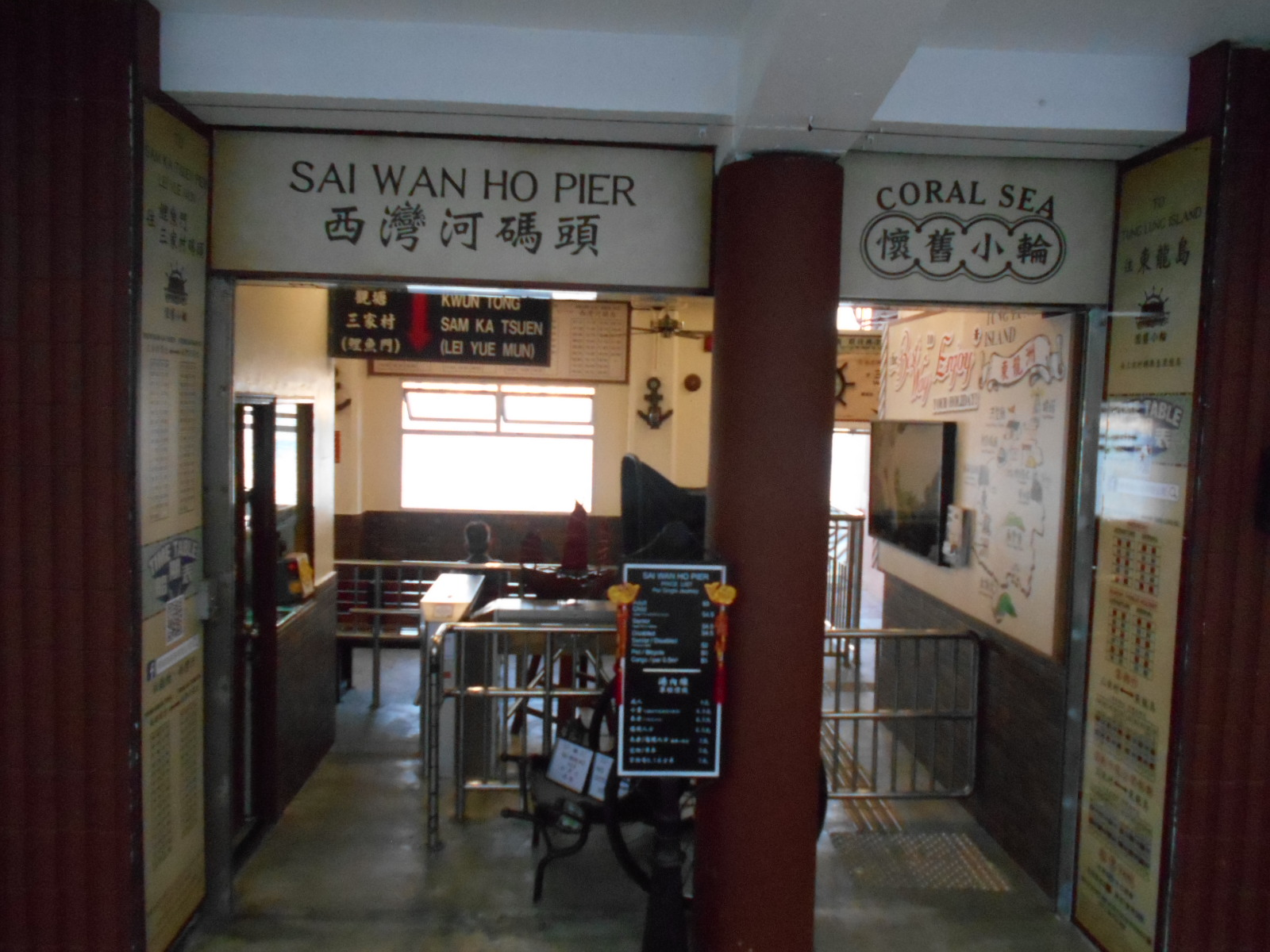
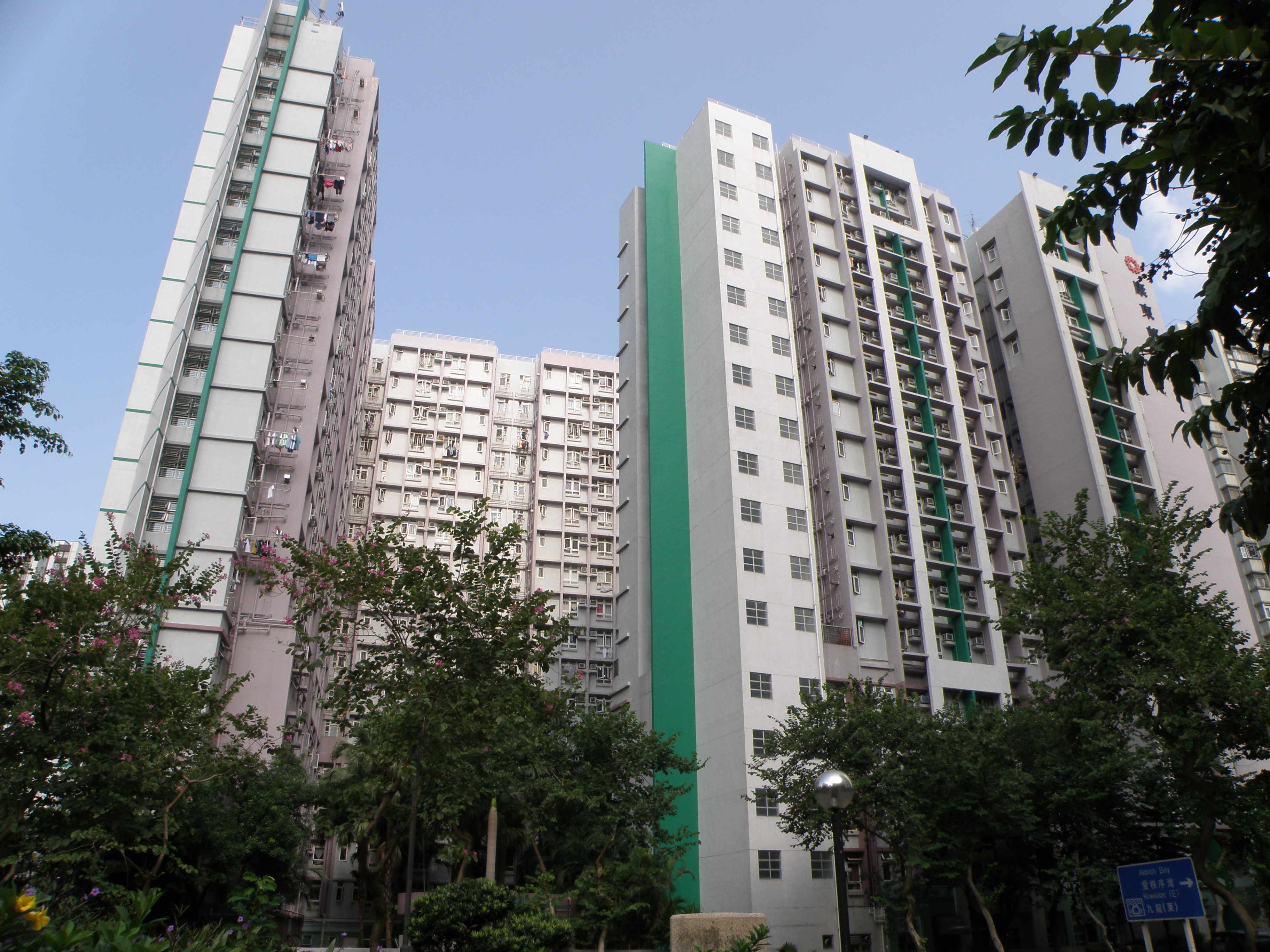
康東邨
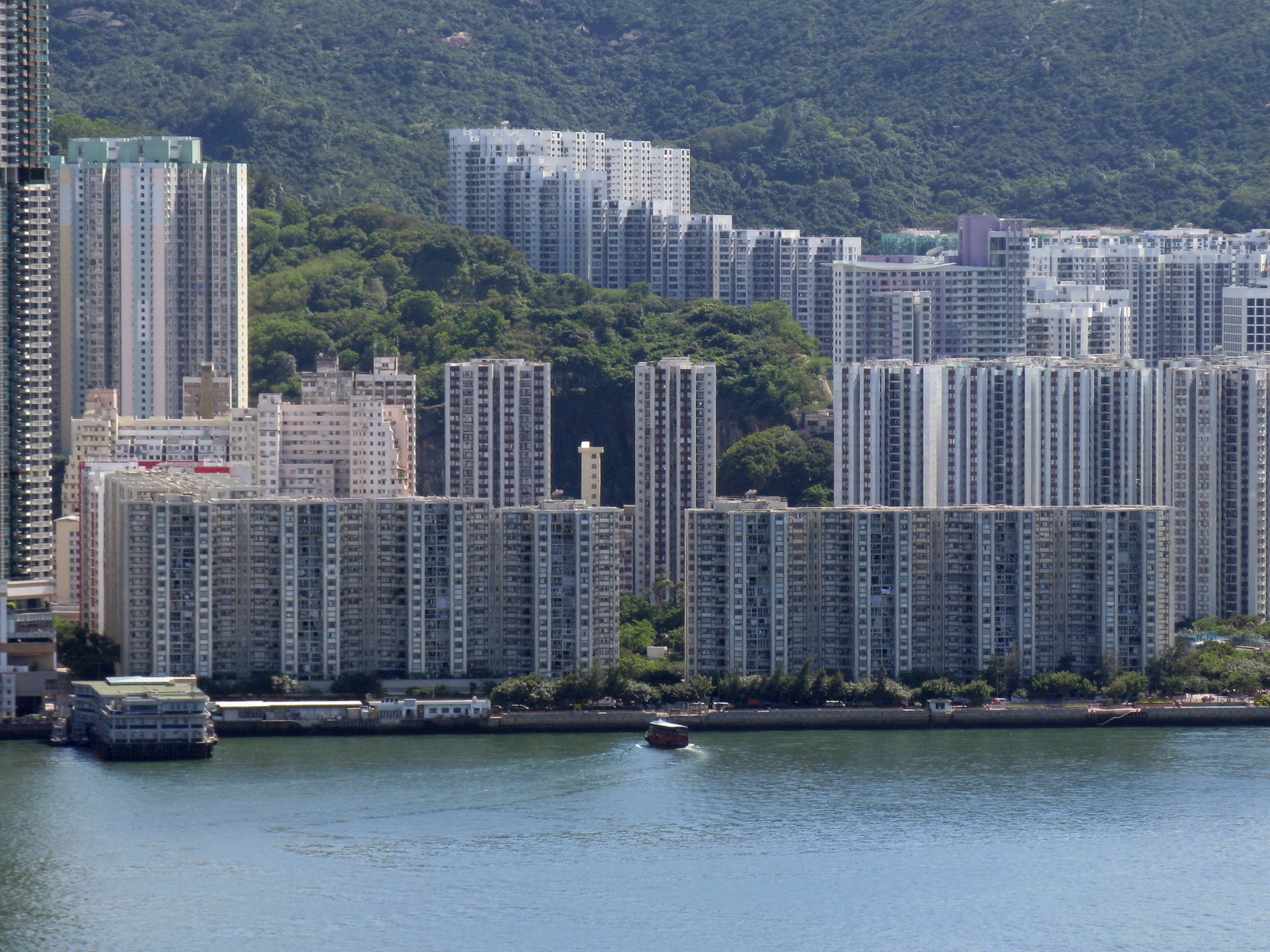
鯉景灣

- 太康樓